# 幸せのありか -theme of GO-
「幸せのありか -theme of GO-」（しあわせのありか テーマ・オブ・ゴー）は、The Kaleidoscopeの5枚目のシングル。

## 解説
アルバム『The Kaleidoscope』先行シングル。バンド最大のヒットシングルとなった。

## 収録曲
1. 幸せのありか -theme of GO-
作詞・作曲：石田匠　編曲：織田哲郎・The Kaleidoscope
2. baseball cap
作詞・作曲：石田匠　編曲：今井裕・The Kaleidoscope

## タイアップ
- 「幸せのありか -theme of GO-」
  - 東映配給映画『GO』主題歌
  - テレビ東京系『JAPAN COUNTDOWN』2001年10月度エンディングテーマ
  - 佐藤製薬「ストナ」CMソング